# Wet bijzondere maatregelen grootstedelijke problematiek
De Wet bijzondere maatregelen grootstedelijke problematiek van 22 december 2005 is een Nederlandse wet, die werd aangenomen om het aantal personen met een laag inkomen te reguleren in stedelijke woonwijken, wooncomplexen en straten. De wet is bedacht in Rotterdam en de bijnaam Rotterdamwet kwam er doordat Rotterdam in 2006 de eerste gemeente was die hem toepaste.
Na Rotterdam gebruiken ook Tilburg, Schiedam, Den Bosch, Vlaardingen en Zaanstad de wet, maar het overgrote deel van de straten waar de wet gehanteerd is, ligt anno 2022 in Rotterdam: meer dan 90% volgens Richard Moti, de Rotterdamse wethouder met als portefeuilles Werk en inkomen, het Nationaal Programma Rotterdam Zuid en EU-Migranten. De wet is vooral gebruikt in Rotterdam-Zuid.
De wet kan gebruikt worden wanneer een gebied aan twee minimumvoorwaarden voldoet:
- 25% van de bewoners is niet-actief of werkloos
- 45% van de huishoudens heeft een laag inkomen.

De gemeenteraad wijst het gebied dan aan als kansenzone en dient een aanvraag in bij de Minister voor Wonen, Wijken en Integratie.
De wet beoogt een verbetering van de veiligheid en leefbaarheid door bevolkingsgroepen te weren of juist met voorrang toe te laten:
- Artikel 8: Wie minder dan zes jaar ingezetene is van de regio, moet een van de inkomensbronnen hebben die in de wet genoemd worden om zich in de kansenzone te mogen vestigen. B&W kunnen uitzonderingen toestaan in individuele gevallen.
- Artikel 9: Mensen met bepaalde sociaal-economische kenmerken kunnen met voorrang huisvesting krijgen.
- Artikel 10: Een huisvestingsvergunning kan geweigerd worden als er reden bestaat om aan te nemen dat die tot meer overlast of criminaliteit in de omgeving zal leiden. B&W kunnen uitzonderingen toestaan in individuele gevallen.

De wet is omstreden en een gunstig effect is nooit aangetoond: een onderzoek in opdracht van het ministerie van Binnenlandse Zaken en Koninkrijksrelaties gaf in 2015 aan dat de wet een andere bevolkingsopbouw opleverde, maar geen verbetering van de veiligheid en leefbaarheid. Andere onderzoeken kwamen tot soortgelijke conclusies.
Anno 2020 werd de wet toegepast op 52 000 adressen in tien gemeenten. Eind 2020 breidde Tilburg de toepassing van de wet uit van 74 naar 700 woningen, vooral in Groenewoud. Rotterdam  besloot juist om Artikel 8, het meest omstreden deel van de wet, per april 2022 niet meer toe te passen; dit betrof in de praktijk vaak mensen die een uitkering ontvingen op grond van de Participatiewet. In zijn functie van fractievoorzitter van de PvdA pleit wethouder Moti voor intrekking van de hele wet, omdat die niet effectief zou zijn.